# Зантік

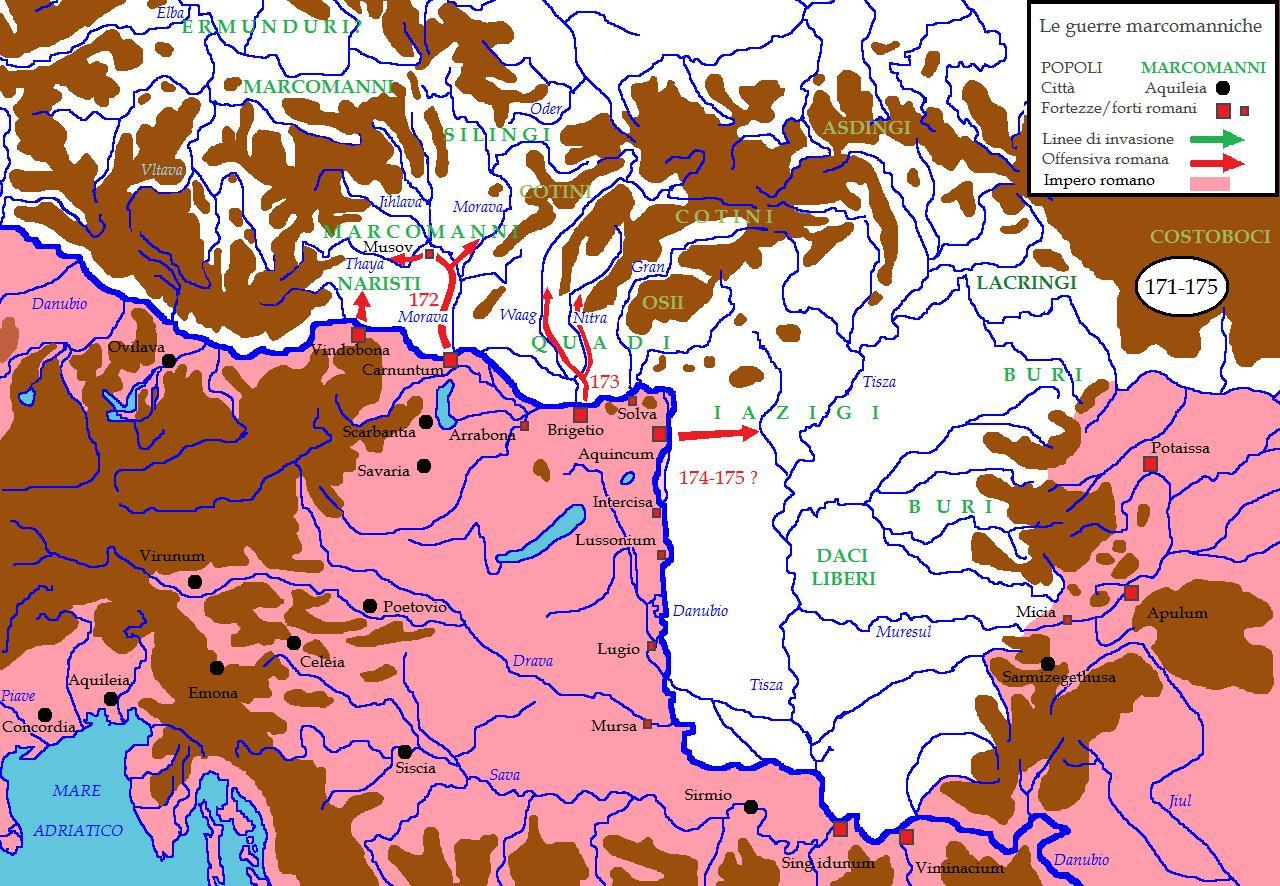
Макроманія та Сарматія у 171-175 роках

Зантік (лат. Zanticos, лат. Zantic, грец. Ζαντικοῦ) був князем язигів кінця 2-го сторіччя у Панонії. Про нього коротко згадує грецький історик Діон Кассій.
174 року після Р. Х. язиги скинули та ув'язнили минулого князя Банадаспа за спробу досягти мирної угоди з римським імператором Марком Аврелем. Замість нього князем став Зантік.
Зантіка було розбито римлянами й зрештою, він попросив їх про мир. Римляни мир прийняли, та змусили язигів надати у розпорядження імперії 8000 вершників; 5500 з яких мали бути відправлені до Британії, на службу в легіоні VI «Переможний», зі станом біля Адріанового валу.